# NGC 3792
NGC 3792 is een dubbelster in het sterrenbeeld Maagd. Het hemelobject werd op 27 april 1881 ontdekt door de Amerikaanse astronoom Edward Singleton Holden.